# Stare Dzieduszyce
Stare Dzieduszyce (prononciation : [ˈstarɛ d͡ʑɛduˈʂɨt͡sɛ]) est un village polonais de la gmina de Witnica dans le powiat de Gorzów de la voïvodie de Lubusz dans l'ouest de la Pologne.
Le village comptait approximativement une population de 225 habitants en 2006.

## Histoire
Avant 1945, ce village était sur le territoire allemand. (voir Évolution territoriale de la Pologne)
De 1975 à 1998, le village appartenait administrativement à la voïvodie de Gorzów.

Depuis 1999, il appartient administrativement à la voïvodie de Lubusz.